# Addis Abebe
Ne doit pas être confondu avec Addis-Abeba.
Addis Abebe, né le 5 septembre 1970, est un athlète éthiopien spécialiste du 5 000 mètres, du 10 000 mètres et du Cross-country ; il a aussi pratiqué le semi-marathon. Il a été le 3e porteur officiel du drapeau éthiopien lors d'un défilé olympique, à Barcelone.

## Carrière

### Palmarès
| Date | Compétition                            | Lieu              | Résultat | Épreuve               | Performance     |
| ---- | -------------------------------------- | ----------------- | -------- | --------------------- | --------------- |
| 1988 | Championnats du monde junior           | Sudbury           | 3e       | 5 000 mètres          | 13 min 58 s 08  |
| 1988 | Championnats du monde junior           | Sudbury           | 1er      | 10 000 mètres         | 28 min 42 s 13  |
| 1989 | Championnats du monde de cross         | Stavanger         | 1er      | Course junior         | 25 min 07 s     |
| 1989 | Championnats du monde de cross         | Stavanger         | 2e       | Par équipe junior     | 22 pts          |
| 1989 | Championnats d'Afrique                 | Lagos             | 2e       | 5 000 mètres          | 13 min 35 s 09  |
| 1989 | Championnats d'Afrique                 | Lagos             | 1er      | 10 000 mètres         | 27 min 51 s 07  |
| 1989 | Coupe du monde des nations             | Barcelone         | 2e       | 10 000 mètres         | 28 min 06 s 43  |
| 1990 | Championnats du monde de cross         | Aix-les-Bains     | 2e       | Par équipe            | 96 pts          |
| 1990 | Championnats d'Afrique                 | Le Caire          | 3e       | 10 000 mètres         | 28 min 34 s 40  |
| 1990 | Goodwill Games                         | Seattle           | 2e       | 5 000 mètres          | 13 min 35 s 6   |
| 1990 | Goodwill Games                         | Seattle           | 2e       | 10 000 mètres         | 27 min 42 s 65  |
| 1991 | Championnats du monde de cross         | Anvers            | 2e       | Par équipe            | 104 pts         |
| 1991 | Championnats du monde                  | Tokyo             | 13e      | 10 000 mètres         | 28 min 33 s 44  |
| 1992 | Jeux olympiques d'été                  | Barcelone         | 3e       | 10 000 mètres         | 28 min 00 s 72  |
| 1992 | Coupe du monde des nations             | La Havane         | 1er      | 10 000 mètres         | 28 min 44 s 38  |
| 1993 | Championnats du monde de cross         | Amorebieta-Etxano | 2e       | Par équipe            | 82 pts          |
| 1994 | Championnats du monde de cross         | Budapest          | 3e       | Par équipe            | 133 pts         |
| 1998 | Championnats du monde de semi-marathon | Zurich            | 3e       | ½ marathon par équipe | 3 h 05 min 18 s |

### Records
| Épreuve       | Performance     | Lieu     | Date              |
| ------------- | --------------- | -------- | ----------------- |
| 10 000 mètres | 27 min 17 s 82  | Helsinki | 29 juin 1989      |
| 5 000 mètres  | 13 min 17 s 61  | Helsinki | 30 juin 1992      |
| Semi-marathon | 1 h 02 min 40 s | Uster    | 27 septembre 1998 |